# Folkeskoleelevernes Landsorganisation
Folkeskoleelevernes Landsorganisation eller FLO (på engelsk: The National Union of Danish School Pupils) var navnet på en organisation for grundskoleelever og disses elevråd. 

## Organisationen og dens historie
Organisationen blev stiftet i 1978 under navnet DUE (De Uafhængige Elever) men ændrede allerede i 1979 navn til FLO. Navnet Folkeskoleelevernes Landsorganisation benyttedes i 25 år fra marts 1979 til april 2004 (derefter ændredes det til Danske Skoleelever). Organisationen var – med undtagelse af de sidste år op til 2004 – mindre (nogle gange markant mindre) end de to andre elevorganisationer, LOE (-1991) og DEO, målt på medlemstal, aktiviteter og deltagerantal på stormøder (dog ser det ud til at LOEs tilslutning de sidste 1-2 år af deres eksistens som oftest var mindre end FLOs).
De Uafhængige Elever blev dannet i januar 1978 på initiativ af Pernille Strønæs, elevrådsformand på Fuglsanggårdsskolen i Virum, som en fraktion under den daværende eneste elevorganisation for skoleelever, Landsorganisationen af Elever, LOE.
På LOEs generalforsamling i februar 1978 blev alle forslag fra DUE dog afvist og nedstemt, hvorefter DUE udvandrede fra generalforsamlingen og dagen efter (d. 20. februar 1978) besluttede at etablere sig som en selvstændig landsorganisation under navnet: Landsorganisationen De Uafhængige Elever.
I marts 1978 nedlagde en lille organisation, med base på Frederiksberg, kaldet Føderationen af Liberale Folkeskoleelever (FLF), sig selv og gik ind i arbejdet i DUE.
Formålet med dannelsen af DUE var især at tage et opgør med de stærke partipolitiske bindinger, der var fremherskende i LOE, samt at få omlagt LOEs aktionsformer og uddannelsespolitiske linje til noget man mente ville være mere repræsentativt for de danske skoleelever, end hvad LOE havde markeret sig med i årene op til dannelsen af DUE.
FLO havde ikke noget partipolitisk tilhørsforhold og ledelsen i foreningen svingede da i perioder (eller sågar fra år til år) i mange forskellige retninger.
FLO lagde vægt på parlamentarisk arbejde for at øge tilslutningen til arbejdet, og lægge pres på politikerne. Derudover var FLO i høj grad en serviceorganisation for elever og elevråd, med mange forskellige mere eller mindre politiske tilbud til disse. Det første større uddannelsespolitiske udspil fra DUE kom i oktober 1978, hvor man sammen med Gymnasieelevernes Landsorganisation (GLO), Kursusstuderendes Tværpolitiske Organisation (KTO) og Sammenslutningen af Tværpolitiske Studenterorganisationer (STS) udsendte en debatbog: U91 - et brugerorienteret uddannelsessystem.
FLO mente ikke, at man burde melde hele skoler eller elevråd ind, da man ikke kunne være sikker på, at alle elever støttede op om foreningen. Derfor var der individuelt medlemskab i FLO. Som en del af FLOs service kunne elevrådene dog fra 1982 blive tilknyttet organisationen gennem et tilbud kaldet kontaktordningen (ordningen ændrede navn flere gange og endte med fra 1995 at hedde lokalforeningsordningen). De fleste individuelle medlemskaber blev da også tegnet gennem elevråd, der var med i lokalforeningsordningen. Fra juli 1996 kunne fælleselevråd også tilslutte sig lokalforeningsordningen.
FLO afholdt to stormøder årligt, hvor elever fra hele landet mødtes. Det var landsmødet i foråret, hvor man valgte hovedbestyrelse og fastsatte principprogram mv., samt elevkonferencen (fra 1994 til 2002) i efteråret, hvor der var flere kursusaktiviteter og politiske debatter. Før 1994 brugtes betegnelser som formandsmøde og delegeretmøde om efterårsstormøderne.
I efteråret 2000 afholdtes fælles efterårsstormøde i Løsning sammen med Danmarks Elev Organisation, DEO kaldet ÅMEK 2000 (ÅMEK som en sammentrækning af Årsmøde/Elevkonference).
Ledelsen af foreningen blev varetaget af en hovedbestyrelse (juni 1978 – marts 1979: bestyrelse) som havde mange forskellige sammensætninger i årenes løb. I de senere år bestod hovedbestyrelsen ofte af en repræsentant for hvert amt samt nogle nøglepersoner som formand, næstformand og et par andre centrale poster (kassererposten blev helt afskaffet i 1991 og fra da af var regnskabsførelsen forretningsførerens/sekretariatslederens ansvar).
Udover hovedbestyrelsen var der også de fleste af årene et forretningsudvalg.
FLO havde indtil 1990 mange skiftende sekretariatsadresser, men organisationen erhvervede i efteråret 1989 sammen med Gymnasieelevernes Landsorganisation en fire-etagers ejendom i Mejlgade i Århus, som siden 1990 kom til at fungere som foreningernes sekretariat (igennem mange år kaldet SEKTOR). I 2003 flyttede sekretariatsfunktionerne dog til nye lokaler i København, men allerede i 2005 valgte Danske Skoleelever at flytte sekretariatsdriften tilbage til SEKTOR i Århus.
I maj 2003 oprettedes Danske Skoleelever som en fælles overbygning til FLO og DEO. Det andet fælles stormøde mellem FLO og DEO afholdtes i efteråret 2003 under navnet landskonference. Efter et lille års tid fandt den formelle sammenlægning mellem de to organisationer sted i april 2004, hvorefter FLO/den sammenlagte organisation fortsatte under navnet Danske Skoleelever (den første valgte formand for Danske Skoleelever blev Teis Volstrup, der indtil da havde siddet nogle år i FLOs hovedbestyrelse).
Martin Justesen var i årene op til 2004 foreningens formand og han stod sammen med Robert Kjellerup Andersen (FLO), Henrik Thing Mortensen (DEO) og Jonathan Simmel Olsen (DEO) i spidsen for sammenlægningen af FLO og DEO til DSE (Danske Skoleelever).
Organisationen udgav bladet Elev-Nyt (oktober 1978 – november 2003). I 2008 udsendtes et særligt jubilæumsnummer af Elev-Nyt (FLOs 30 års jubilæum) og igen i 2015 (elevbevægelsens 50 års jubilæum).

## Organisationsudvikling
- 27.01.1978 – 20.02.1978: Fraktion under LOE under navnet De Uafhængige Elever (DUE)
- 20.02.1978 – 30.03.1979: Ny landsorganisation under navnet Landsorganisationen De Uafhængige Elever
  - Marts 1978: Føderationen af Liberale Folkeskoleelever (FLF) nedlægger sig selv og går ind i DUE
  - 15.-16. juni 1978, første landsmøde afholdes, hvor også det første sæt vedtægter vedtages.
  - Oktober 1978: Organisationens faste blad Elev-Nyt udsendes for første gang
- 30.03.1979 – 17.04.2004: Navneændring - organisationen kendes herefter som: Folkeskoleelevernes Landsorganisation
  - Efterår 1979: Organisationen modtog for første gang andel i de årligt uddelte tipsmidler (10.000 kr.)
  - Fra 1982: Elevråd får mulighed for at blive tilknyttet organisationen
  - September 1982: Organisationen bliver indstillingsberettiget overfor Undervisningsministeriet.
  - 1990: Etablering af fast sekretariat i Århus kaldet SEKTOR med bl.a. Gymnasieelevernes Landsorganisation
  - 1991: Organisationen afstår fra at deltage i en sammenlægning med de øvrige elevorganisationer DEO & LOE.
  - Fra juli 1996: Fælleselevråd får mulighed for at blive tilknyttet organisationen
  - Ultimo oktober 2000: Første fælles stormøde sammen med Danmarks Elev Organisation, DEO i Løsning kaldet: ÅMEK 2000
  - 11.05.2003: FLO danner sammen med DEO en fælles overbygning for de to organisationer under navnet Danske Skoleelever
- 17.04.2004: Efter en nøje planlagt sammenlægning med DEO ændrer organisationen navn til Danske Skoleelever

## Formænd for DUE/FLO
- 27.01.1978 – 16.06.1978: Henrik Beck, Virum
- 16.06.1978 – 01.04.1979: Mårten Hede, Gl. Skørping *)
- 01.04.1979 – 31.08.1980: Jesper Poulsen, Rebild *)
- 31.08.1980 – 05.04.1981: Flemming Anhøi Holm, Rødkærsbro *)
- 05.04.1981 – 20.03.1983: Søren Pold, Glesborg
- 20.03.1983 – 06.10.1983: Marie Louise Bro Rasmussen, Snoghøj
- 07.10.1983 – 25.03.1984: Erik Bilde, Sindal
- 25.03.1984 – 13.04.1986: Bo Libergren, Bellinge
- 13.04.1986 – 05.04.1987: Andreas Berggreen, Ringe
- 05.04.1987 – 17.04.1988: Jens Kloppenborg-Skrumsager, Egå
- 17.04.1988 – 29.04.1990: Søren Frost, Brønderslev
- 29.04.1990 – 14.04.1991: Christian Yndigegn, Strib
- 14.04.1991 – 22.03.1992: Kikki Nielsen, Ryslinge
- 22.03.1992 – 20.07.1992: Jesper Høg Johnsen, Vinding
- 20.07.1992 – 07.03.1993: Signe Andersen, Silkeborg *)
- 23.07.1992 – 07.03.1993: Rune Brodersen, Broager
- 07.03.1993 – 13.03.1994: Sandra Jensen, Brønderslev
- 13.03.1994 – 26.03.1995: Anne Hedegaard Thomsen, Hammel
- 26.03.1995 – 10.03.1996: Jacob Heilskov Nielsen, Aalborg
- 10.03.1996 – 09.03.1997: Signe Hjorth, Hjallese
- 09.03.1997 – 05.04.1998: Casper Roed Pedersen, Aalborg
- 05.04.1998 – 25.04.1999: Anna L. Jensen, Ishøj
- 25.04.1999 – 19.04.2000: Jesper L. Larsen, Køng
- 19.04.2000 – 08.01.2001: Kenneth Skovgaard, Sæby *)
- 08.01.2001 – 18.04.2004: Martin Justesen, Frederikshavn

Udover den første formand, så var der tre andre formænd, der blev valgt til posten, uden at have siddet i hovedbestyrelsen i forvejen, nemlig: Mårten Hede, Bo Libergren og Kikki Nielsen.
Formandsrækken fortsætter med formændene for Danske Skoleelever.
*) Formænd, der bestræd én eller flere andre poster i hovedbestyrelsen, efter at de var fratrådt som formænd.

## Næstformænd for DUE/FLO
- 27.01.1978 – 16.06.1978: Piet Petersen
- 04.02.1978 – 16.06.1978: Pernille Strønæs
- 22.06.1978 – 01.04.1979: Michael E. Mørk
- 11.05.1979 – 03.11.1979: Jesper Bærentzen
- 13.01.1980 – 16.03.1980: Mårten Hede
- 16.03.1980 – 31.08.1980: Dorthe Beck
- 13.09.1980 – 05.04.1981: Anne Sofie Holm
- 05.04.1981 – 09.05.1982: Flemming Anhøi Holm
- 12.06.1982 – 20.03.1983: Hanne Høgh Iversen
- 16.04.1983 – 15.08.1983: Anders Damsgaard
- 15.08.1983 – 06.11.1983: Ole Andreasen
- 06.11.1983 – 30.04.1984: Line Brandt Nielsen
- 30.04.1984 – 05.11.1984: Thomas Truelsen
- 27.02.1985 – 05.04.1987: Svend Brogaard
- 25.04.1987 – 17.04.1988: Niklas Dalsjø
- 07.05.1988 – 30.04.1989: Kim Vagner Hansen
- 20.05.1989 – 29.04.1990: Annette Folkmann
- 29.04.1990 – 14.04.1991: Claus Jørgensen
- 14.04.1991 – ca. 17.11.1991: Julie Ligaard Clausen
- 27.12.1991 – 09.04.1993: Signe Andersen
- 09.04.1993 – 13.03.1994: Camilla Burgwald
- 17.04.1994 – 26.03.1995: Winnie Foldager
- 09.04.1995 – 10.03.1996: Martin Thomsen
- 20.04.1996 – 09.03.1997: Kirstine Vestergård Nielsen
- 25.04.1997 – 11.08.1997: Signe Flyvbjerg Nielsen
- 12.08.1997 – 05.04.1998: Morten Schultz
- 09.05.1998 – 25.04.1999: Daniel Agger
- maj 1999 – 19.03.2000: Jacob Antonsen
- 15.04.2000 – 01.04.2001: Lasse Bjerre
- april 2001 – 10.03.2002: Kristine Thomsen
- 06.04.2002 – 23.03.2003: Tina Hahn Nielsen
- april 2003 – 18.04.2004: Robert Kjellerup Andersen

## Sekretariatsledere
- 1978: Henrik Beck [sekretariat: Virum]
- 1978: Michael Hardenfelt [sekretariat: Frederiksberg]
- 1978-1979: Mårten Hede ["sekretariat": Gl. Skørping] ("formandssekretariat" / de facto landssekretariat)
- 1979-1980: Jesper Poulsen [sekretariat: Rebild]
- 1980-1982: Flemming Anhøi Holm [sekretariat: Rødkærsbro]
- 1982-1984: Mårten Hede [sekretariat: Aalborg]
- 1984: Erik Bilde [sekretariat: Aalborg]
- 1984: Brian Vinter [sekretariat: Aalborg]
- 1984-1986: Bo Libergren [sekretariat: Hjallese]
- 1986: Hanne Hamann (nu: Hanne Dahl) [sekretariat: Skanderborg]
- 1986-1987: Andreas Berggreen [sekretariat: Ringe]
- 1987-1988: Jens Kloppenborg-Skrumsager [sekretariat: Egå]
- 1988-1990: Søren Frost [sekretariat: Brønderslev]
- 1990: Kim Vagner Hansen [sekretariat: Århus]
- 1991-1997: Andreas Berggreen [sekretariat: Århus]
- 1997-2000: Anne S. Binderkrantz [sekretariat: Århus]
- 2000-2003: Rune Brodersen [sekretariat: Århus]
- 2003-2005: Kirstine Vestergård Nielsen [sekretariat: København]

Fra april 2004 forsætter rækken med sekretariatslederne for Danske Skoleelever.

## Nogle tidligere FLO'ere, der er blevet kendt
- Nils-Ole Heggland, tidl. stedfortrædende medlem af Folketinget for Per Stig Møller, medl. af kommunalbestyrelsen på Frederiksberg for de Konservative (1998-2013) og derefter for Liberal Alliance (august-december 2013)

- Bo Libergren, siden 14. marts 2023 fungerende regionsrådsformand i Region Syddanmark, tidligere amtsrådsmedlem i Fyns Amt (1994-2006), medlem af Odense Byråd (2014-2017), folketingskandidat for Venstre i Nyborgkredsen 2018-2022.

- Susanne Hyldelund, Danmarks generalkonsul i Shanghai (2009-2012)

- Jesper Schou Hansen, medlem af Københavns Borgerrepræsentation for Venstre (2002-2009)

- Hanne Dahl, tidl. medlem af Europa-Parlamentet for Junibevægelsen

- Christian Ingemann Nielsen, kommunikationschef i Bæredygtigt Landbrug, august-september 2015 særlig rådgiver for forsvarsminister Carl Holst

- Lars Frelle-Petersen, direktør i Digitaliseringsstyrelsen (2012-2017), fra 2018 direktør DI - Dansk Industri, Digital

- Jens Kloppenborg-Skrumsager, 2018-2019 særlig rådgiver for energi-, forsynings- og klimaminister Lars Christian Lilleholt. 2015-2016 særlig rådgiver for beskæftigelsesminister Jørn Neergaard Larsen, 2016-2017 særlig rådgiver for minister for offentlig innovation Sophie Løhde, 2017-2018 leder af Venstres Center for Kommunikation og Politik, tidligere kontaktdirektør i Retriever Danmark A/S (tidligere Newswatch), 2. viceborgmester i Rudersdal Kommune pr. 1/1-2022.

- Anne Skorkjær Binderkrantz, professor på Institut for Statskundskab på Aarhus Universitet

- Camilla Burgwald, medlem af Københavns Borgerrepræsentation for SF (2006-2009), 2010 sekretariatschef og efterfølgende (2018) generalsekretær for Red Barnet Ungdom (indtil udgangen af juli 2019)

- Zenia Stampe, folketingsmedlem for Radikale Venstre

- Morten E. G. Jørgensen Brautsch, fra 6. februar 2023 særlig rådgiver for udenrigsminister Lars Løkke Rasmussen. 2015-2016 særlig rådgiver for forsvarsminister Peter Christensen og 2017-2020 generalsekretær i DUF.

- Martin Justesen, siden juli 2019 særlig rådgiver for statsminister Mette Frederiksen samt siden september 2020 tillige stabschef i Statsministeriet. Formand for Dansk Ungdoms Fællesråd 2007-2011, særlig rådgiver for skatteminister Thor Möger Pedersen (2011-2012), pressechef for Socialdemokraterne januar 2013 - juli 2019.

- Marie Bjerre, digitaliseringsminister og minister for ligestilling siden december 2022 samt folketingsmedlem for Venstre siden folketingsvalget 5. juni 2019.

- Teis Volstrup, 1. suppleant til Europa-Parlamentet for Socialistisk Folkeparti 2014-2019, 1. suppleant til Folketinget for SF i Nordsjællands Storkreds 2015-2019.

- Kasper Sand Kjær, december 2015 – juni 2019 formand for Dansk Ungdoms Fællesråd, folketingsmedlem for Socialdemokratiet siden folketingsvalget 5. juni 2019.

## Trivia
- FLOs første slogan fra 1978/79 var Gør en god skole bedre. Dette slogan er siden blevet benyttet i publikationer fra såvel Danmarks Lærerforening, der i 2004 udgav en rapport (Arkiveret 20. oktober 2013 hos  Wayback Machine) med denne titel, som af regeringen, der i december 2012 offentliggjorde deres udspil Gør en god skole bedre – et fagligt løft af folkeskolen.
- Den eneste vedholdende og endnu eksisterende sammenslutning af tidligere aktive fra Folkeskoleelevernes Landsorganisation er Pligtopfyldende, Arbejdstro Medlemmers Præmieforening (PAMP), der blev grundlagt i april 1989. Den første uddeling forestået af PAMP fandt sted i forbindelse med FLOs 12. ordinære landsmøde d. 28.-30. april 1989. PAMP har uddelt priser på 23 af FLOs stormøder fra 1989 til 2003. Siden Danske Skoleelevers 5. landskonference i november 2007 har PAMP også stået for uddelinger på 15 af DSEs halvårlige stormøder frem til og med d. 12. landskonference i november 2014. Blandt de stiftende medlemmer af PAMP er: Mårten Hede (præsident), Bo Libergren (kansler), Ole Ryhl Olsson (ceremonimester) og Jesper Lundberg (drost). PAMP ledes af et ordensråd [pt. 51 medlemmer], der består af tidligere aktive fra FLO og DSE, men som også tæller enkelte medlemmer, der har været aktive i henholdsvis LOE, DUE, DEO og Storkøbenhavns Elevrådssammenslutning (SE).